# Fazer
Fazer é uma empresa filandesa na área de alimentos.

## História
Fundada por Karl Fazer. (um chef com 25 anos nesta época) em Helsínquia, no outono de 1891, a partir de uma cafeteria que produzia seus próprios produtos, como pães, pasteis, doces e chocolates. Com a popularidade de seu estabelecimento, Fazer abriu uma fábrica no ano de 1897, após um acordo firmado com seu irmão, Max Fazer, que possuía um mercado atacadista, para a distribuição dos produtos
Após a morte de Karl, em 1932, assumiu a administração da industria Fazer, seu filho Sven Fazer, que a partir de 1939, transformou a empresa, numa das maiores industria de alimentos da Finlândia, especializada em chocolates e bombons.
Com a Segunda Guerra Mundial, a Fazer começou a produzir macarrão e biscoitos para o exército e na década de 1950, já operava algumas indústrias de pães e mais tarde, adquiriu moinhas de farinha.
Na década de 1990, ocorreram algumas fusões e aquisições e a empresa expandiu-se pela Europa. No início dos anos de 2000, associou-se com outras empresas, principalmente a suíça Cloetta, e a Fazer entrou no mercado de confeitos, tornando-se no Grupo Cloetta Fazer.
Em 2008, a família Fazer iniciou um processo judicial para a dissolução do grupo (que possuía mais de 15.800 funcionários), ou a compra total das ações pertencente a Cloetta. Como resultado final do processo, o grupo foi desfeito e cada empresa, Cloetta e Fazer, seguiram caminhos em separado.
O café aberto por Karl, em 1891, é mantido em funcionamento pela empresa, tornando-se um ponto de referência turística de Helsínquia.